# Louis Fleischner
Louis Fleischner (* 2. Dezember 1827 in Vogelgesang, Kaisertum Österreich; † 7. August 1896) war ein US-amerikanischer Geschäftsmann und Politiker (Demokratische Partei). Er war jüdischer Abstammung. Sein Spitzname war Colonel Fleischner.

## Frühe Jahre
Louis Fleischner wurde während der Regierungszeit vom Kaiser von Österreich Franz I. in Böhmen geboren und wuchs dort auf. Er besuchte die Schulen in Vogelgesang und in Tissan, einer kleinen Stadt in der Nähe. Im Alter von 15 Jahren wanderte er zusammen mit seinem jüngeren Bruder Jacob (1833–1910) in die Vereinigten Staaten ein. Louis Fleischner ließ sich zuerst in New York City nieder. Dann zog er nach Philadelphia (Pennsylvania), wo er fünf Jahre lang als Pferde- und Viehhändler tätig war. Diese Jahre waren von der Wirtschaftskrise von 1837 und dem folgenden Mexikanisch-Amerikanischen Krieg überschattet. 1849 zog er nach Iowa und ließ sich in Drakesville (Davis County) nieder. Er war dort drei Jahre lang als Händler tätig. 1852 überquerte er zusammen mit seinem Bruder Jacob in einem Ochsengespann die Great Plains in Richtung des Oregon-Territoriums. Während der Reise wurden ihre Ochsen krank und starben. Darüber hinaus fielen viele der Reisenden der Cholera zum Opfer. Nach beschwerlichen Monaten erreichte sie Albany (Oregon). Die folgenden sieben Jahre betrieb er ein erfolgreiches Handelsgeschäft. 1859 machte er einen Ausverkauf. Daraufhin betrieb er ein Geschäft in den Goldminen von Oro Fino im Siskiyou County (Kalifornien). Während dieser Zeit transportierte er im Herbst 1859 ein Warenvorrat dorthin, wo heute Lewiston (Idaho) steht. Louis kam am Bord des ersten Dampfschiffs an, welches an diesem Ort landete. Er blieb dort bis 1863, als er sich entschied nach Portland (Oregon) hinzuziehen. Diese Jahre waren vom Bürgerkrieg überschattet. In Portland wurde er Partner von Solomon Hirsch und Alexander Schlussel. Zusammen erwarben sie den Großhandel für Konsumgüter von den Haas Brüdern und gründeten das Unternehmen L. Fleischner & Co. Das Unternehmen wuchs in den Folgejahren rapide. 1869 führten sie einen Ausverkauf durch und stiegen unter demselben Unternehmensnamen in den Großhandel für Kurzwaren ein. Jacob Mayer wurde 1875 als neuer Partner aufgenommen, woraufhin der gegenwärtige Unternehmensname Fleischner, Mayer & Co. angenommen wurde. Alle Gründungspartner waren bis dahin noch im Unternehmen tätig, es kamen aber auch neue hinzu. Zu den Partnern zählten Louis Fleischner, Solomon Hirsch, Alexander Schlussel, Samuel Simon und Mark A. Mayer. Das Unternehmen wuchs stetig weiter und gehörte mehrere Jahre lang zu den führenden Unternehmen im Staat. Fleischner hatte großen Anteil daran. Die Unternehmensangelegenheiten nahmen den größten Teil seiner Zeit und Aufmerksamkeit in Anspruch, er war aber auch ein großflächiger und erfolgreicher Immobilienspekulant, und zu unterschiedlichen Zeitpunkten Direktor von mehreren Banken in Portland.

## Politische Laufbahn
Louis Fleischner war ein enthusiastischer Demokrat, hat aber nie eine politische Bevorzugung gesucht oder gewünscht. Nach seiner Rückkehr aus dem Osten wurde er im Frühjahr 1870 von seiner Partei für den Posten als Treasurer of State von Oregon nominiert und in der folgenden Landeswahl gewählt. Fleischner bekleidete den Posten vom 12. September 1870 bis zum 14. September 1874. Zum Zeitpunkt seines Amtsantritts hatte der Staat Oregon über 500.000 US-Dollar an Geldmitteln verliehen, welche dieser durch die Veräußerung von Schul-, Staats- und Erzgebieten erzielte. Zu der damaligen Zeit sah man diese als wertlose Sicherheiten an. Die Kreditvergabe wurde so willkürlich durchgeführt, so dass der Staat unmittelbar davor stand eine große Geldsumme zu verlieren. Als Geschäftsmann wandte er daher seine Aufmerksamkeit auf die Beseitigung dieser Missstände zu. Während seiner Administration wurden alle zweifelhaften Sicherheiten erfasst sowie Regeln und Vorschriften verabschiedet, welche die Kreditvergabe regelten und das ganze System reorganisierten. Seine entworfenen Pläne wurden seit dieser Zeit von seinen Nachfolgern in die Praxis umgesetzt. Als Folge davon erwirtschaftete der Staat hunderttausende US-Dollar.

## Späte Jahre
Im April 1888 unternahm Fleischner eine Reise nach Europa und machte eine ausgedehnte Tour in der Alten Welt. Im August 1889 kehrte nach Oregon zurück. Während seiner Reise besuchte er seine alte Heimat in Böhmen und ein Krankenhaus, ein paar Meilen entfernt von seinem Heimatdorf. Dort traf er Arrangements, wonach auf seine Kosten vier Betten für die Leute aus Vogelgesang bereitstehen sollten. Sein Gesundheitszustand war bis zu seinem Besuch in seiner alten Heimat rückläufig, verbesserte sich aber dort deutlich.
Fleischner war Präsident der First Hebrew Benevolent Society of Portland. Er wurde auf dem Beth Israel Cemetery in Portland beigesetzt.